# Provata
Provata (griechisch Προβάτα, dt.: „Schafe“) ist ein Landstrich des Athos, der dem Kloster Megisti Lavra untersteht und in dem sich dessen Kelia (κελιά, Einsiedeleien) befinden. Das Gebiet erstreckt sich in die Nähe des Klosters Karakalou. Dort vermutet man den Standort der Skiti tis Glossias (Σκήτη της Γλωσσίας), die im 14. Jahrhundert florierte. In dieser Skiti lebte im 14. Jahrhundert Gregorios Palamas.
Zeitweise bestanden in diesem Gebiet 17 Einsiedeleien, in denen ca. 100 Mönche lebten. Die älteste davon ist die Kelia tou Agiou Georgiou (κελιά του Αγίου Γεωργίου) mit Fresken von 1635.